# Pandanus grusonianus
Pandanus grusonianus là một loài thực vật có hoa trong họ Dứa dại. Loài này được L.Linden & Rodigas miêu tả khoa học đầu tiên năm 1887.